# エンディング (Qwaiの曲)
「エンディング」は、Qwaiのインディーズミニアルバムである。

## 解説
「シキサイ」から8ヶ月でのリリースとなった。
「シキサイ」に続き7月度山梨県内総合アルバムセールスチャート4位を獲得。

## 収録曲
全曲　作詞/作曲/編曲：Qwai
1. PM4:00
2. シナリオ
3. 懐想電車
4. エンディング